# Богушевич, Франциск-Бенедикт Казимирович
Франци́ск-Бенеди́кт Казими́рович Богуше́вич (бел. Францішак-Бенедыкт Казіміравіч Багушэвіч, пол. Franciszek Bohuszewicz; псевдонимы: Мацей Бурачок, Сымон Рэўка з-пад Барысава; 9 [21] марта 1840 год — 15 [28] апреля 1900 год) — белорусский писатель, адвокат и общественный деятель, основоположник критического реализма в белорусской литературе.

## Биография

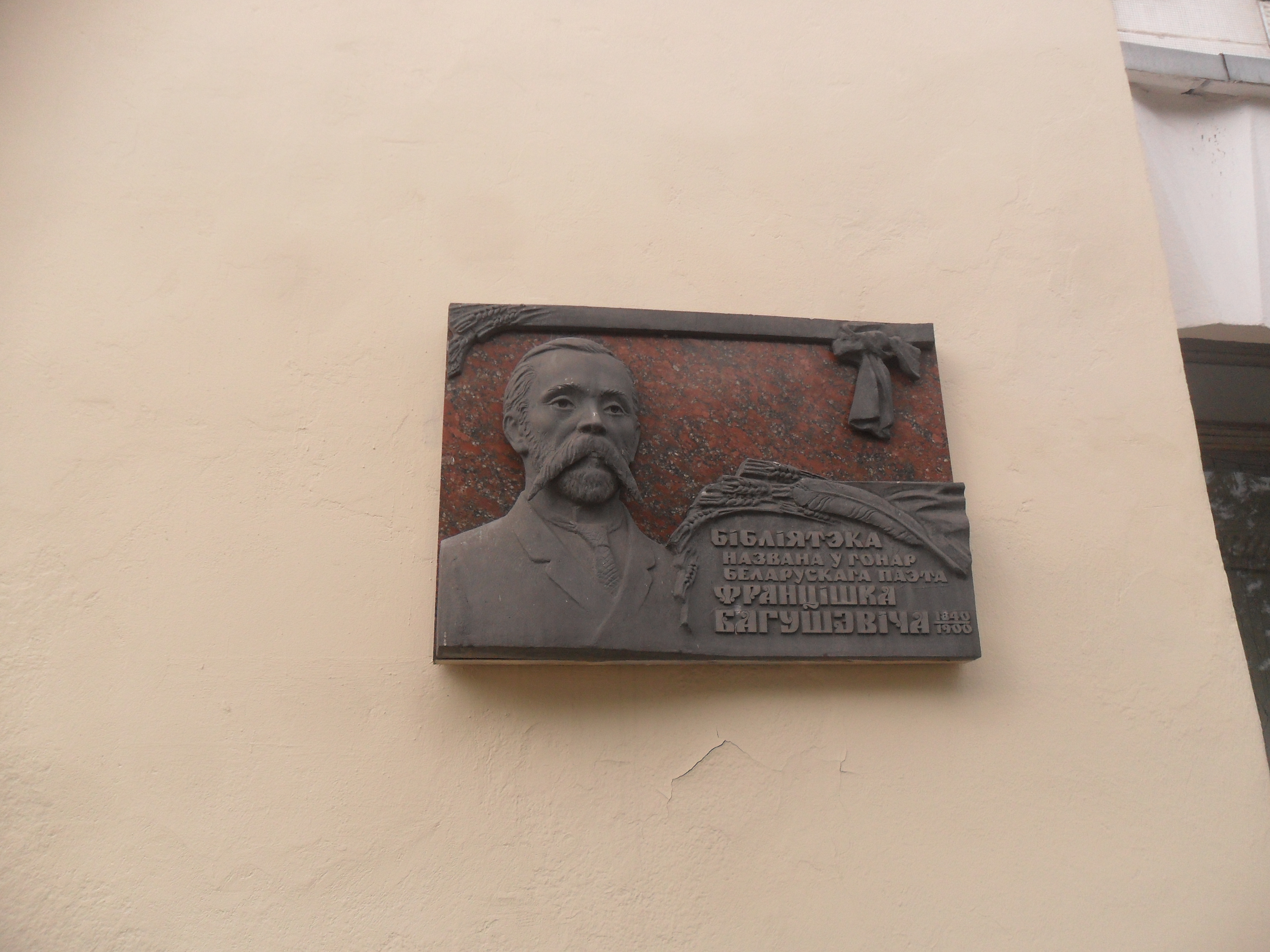
Аннотационная доска в Минске

Фрагмент памятника Франциску Богушевичу в Сморгони

Родился в семье обедневшего дворянина Казимира Богушевича в фольварке Свираны Завилейского уезда Виленской губернии (теперь Свиронис Вильнюсского района Литвы). Начальное образование получил в Виленской гимназии, которую закончил в 1861 году. В том же году поступил в Петербургский университет на физико-математический факультет. В знак протеста против новых университетских правил, которые ограничивали права учащихся, студенты, вернувшись с летних каникул, отказались принимать матрикулы. Борьба закончилась кровавой стычкой на университетском крыльце 24 октября. Вероятно, эти события подтолкнули Богушевича 14 ноября написать заявление на имя ректора с просьбой уволить его из университета из-за тяжелой болезни и неблагоприятного климата.
Возвратился на родину, работал учителем в селении Дота. Участвовал в Польском восстании 1863—1864 годов в отряде Людвика Нарбутта, был ранен. После разгрома восстания жил в Российской империи, учился в Нежинском юридическом лицее. Работал адвокатом, защитником прав крестьянства. После амнистии для всех участников восстания, приуроченной к восхождению на трон Александра III, переехал с семьёй в Вильно. Работал в адвокатской конторе, писал статьи в польскоязычный журнал «Край». После увольнения жил в Кушлянах (теперь Сморгонский район), где и умер. Похоронен в деревне Жупраны Ошмянского района.

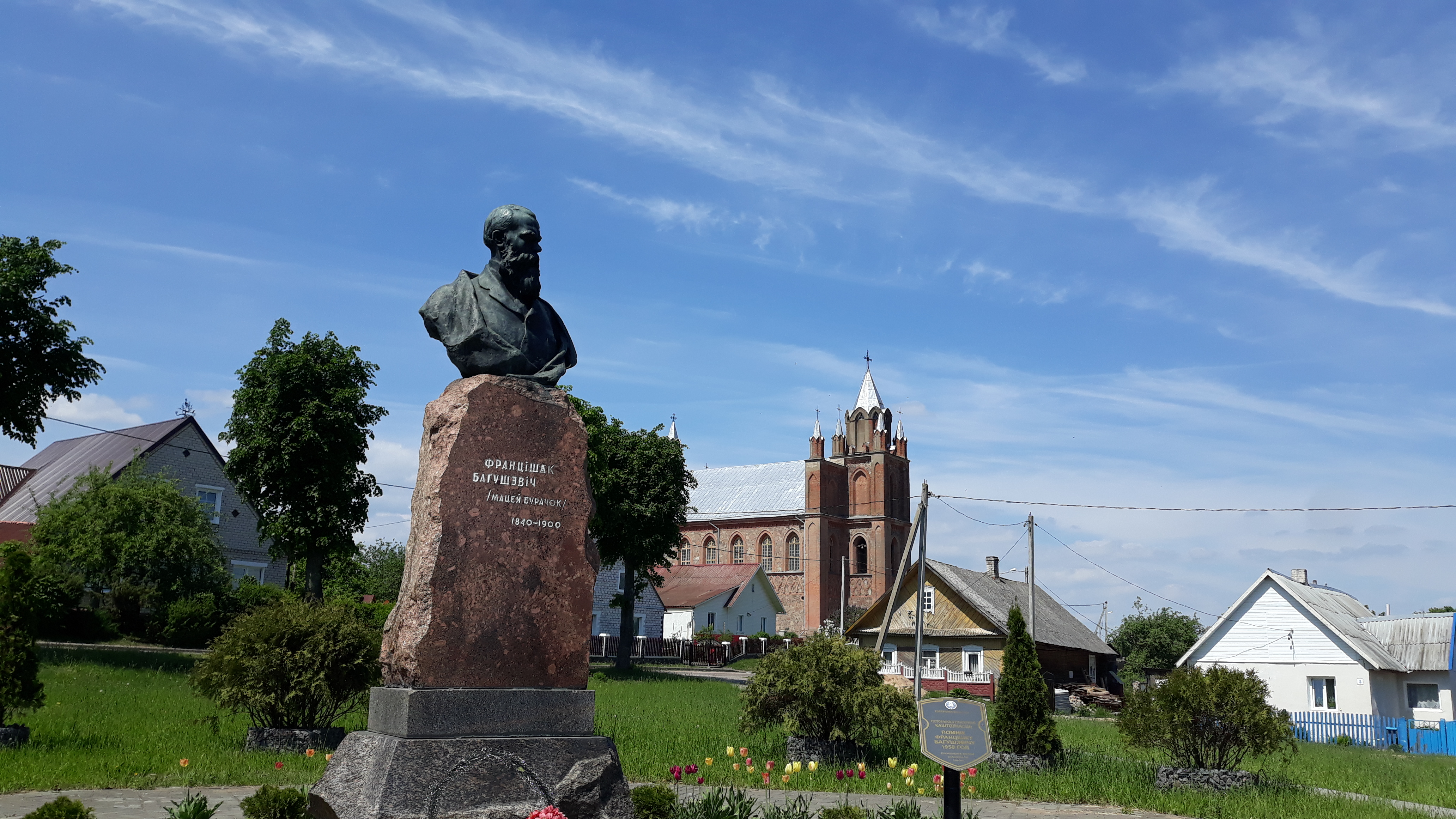
Памятник Ф. Богушевичу в Жупранах (Ошмянский район Гродненской области)

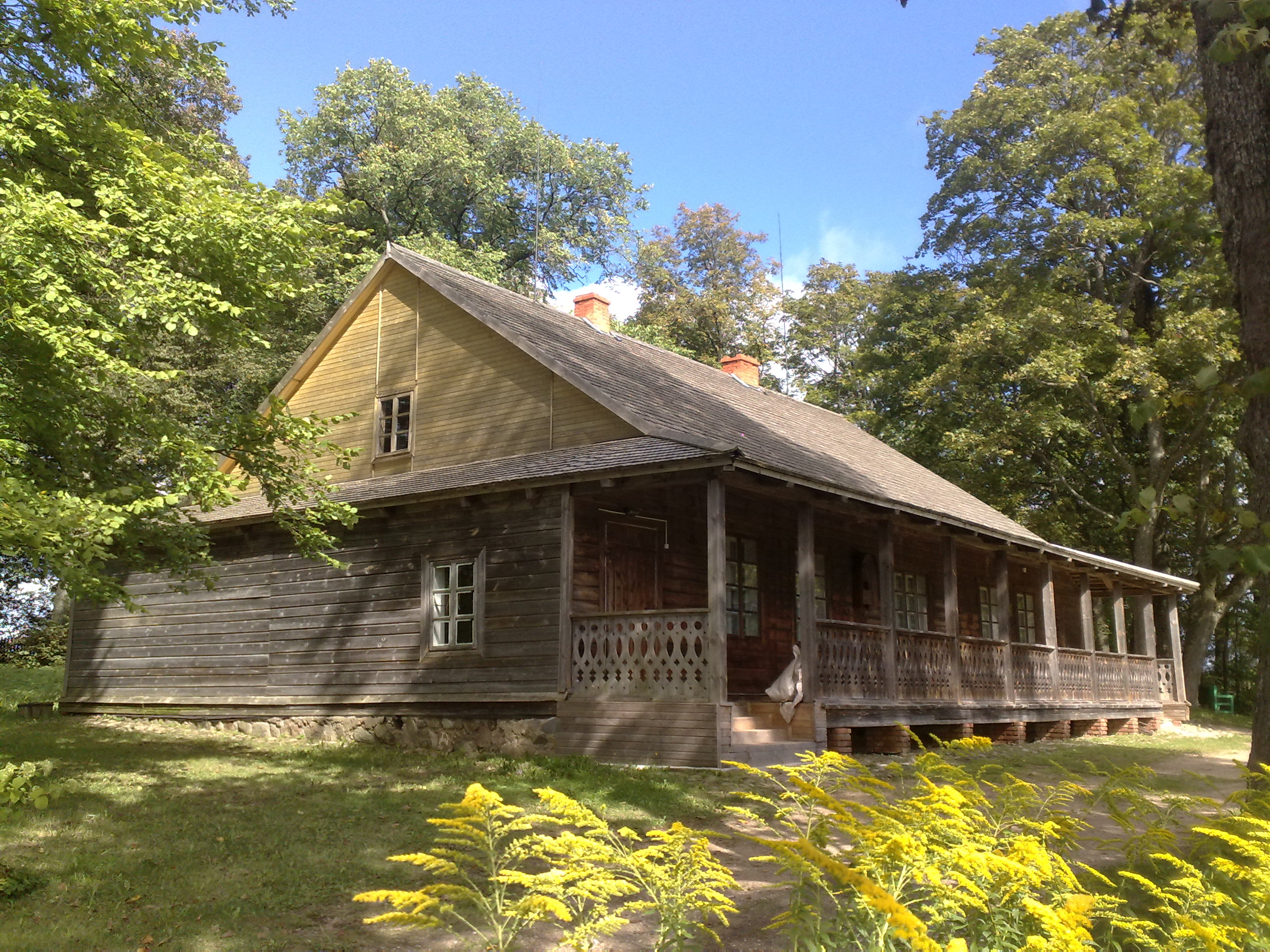
Дом-музей в Кушлянах (Сморгонский район Гродненской области)

## Творчество
Богушевич писал и печатал свои произведения латиницей. Сейчас они издаются кириллицей, поэтому современный читатель не может оценить все особенностей богушевичского письма, способы передачи поэтом белорусской фонетики латиницей.
Истоки творчества Ф. Богушевича — в общественной жизни Беларуси, они тесно связаны с фольклором, а также с лучшими эстетическими традициями славянской поэзии. Богушевич — основоположник критического реализма в белорусской литературе. Он автор двух сборников стихотворений — «Dudka biаłaruskaja» и «Smyk biаłaruski», которые издал в Австро-Венгрии.
Первыми известными поэтическими пробами Франциска Богушевича считают найденные во Львове стихотворения на польском языке: «Новый год 1886» («Nowy rok 1886»), «Призрак надежды» («Widmo nadziei»), «Кто это?» («Kto to?»), — написанные в 1885—1886 гг. В архиве Яна Карловича сохранился автограф басни Ф. Богушевича на белорусском языке «Волк, ягнёнок, овца» («Воўк, ягня, авечка», по содержанию, 1886).

## Память
- В 1958 году в Жупранах (Ошмянский район, Гродненская область, Беларусь) открыт памятник Ф. Богушевичу (скульптор — З. Азгур) —  Историко-культурная ценность Республики Беларусь, шифр 412Ж000734.
- 22 марта 1970 года в Жупранах (Ошмянский район, Гродненская область, Беларусь) открыт музей Ф. К. Богушевича.
- Ф. Богушевичу посвящена повесть В. Хомченко «При опознании — задержать» (бел. «Пры апазнанні — затрымаць») (1983).
- Музей-усадьба Ф. Богушевича "Кушляны" (Сморгонский район, Гродненская область, Беларусь) — филиал Государственного музея истории белорусской литературы. Музей размещён в доме, построенном Богушевичем в 1896 году. Является памятником усадебно-парковой архитектуры XIX века. Литературная часть музея размещена в трёх залах. Здесь представлены первые поэтические сборники "Дудка белорусская" и "Смык белорусский", автографы и фотографии, рукописи произведений и письма Франтишка Богушевича.
- Недалеко от усадьбы в Кушлянах (Сморгонский район) в урочище Лысая Гора находится камень с мемориальной надписью "Памяти Матея Бурачка. 1900 год", установленный местными жителями в честь поэта.
- 17 мая 2000 года, в честь празднования 160-летия со дня рождения Ф. Богушевича, решением Мингорисполкома библиотеке №14 «Юность» в Минске (Фрунзенский район) было присвоено имя белорусского поэта Франтишка Богушевича и на здании библиотеки установлена мемориальная доска (Автор – скульптор А. Ботвинёнок)[5].

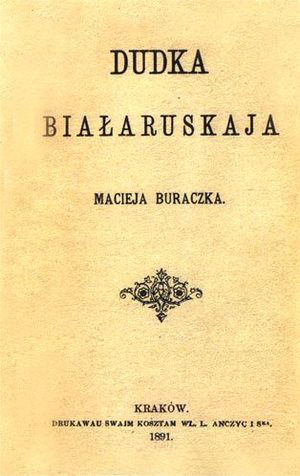
Первое издание книги «Dudka biаłaruskaja», выпущенное в 1891 году в Кракове (тогдашняя Австро-Венгрия) с использованием польского алфавита

- Первое издание книги «Dudka biаłaruskaja», выпущенное в 1891 году в Кракове (тогдашняя Австро-Венгрия) с использованием польского алфавита6 сентября 2009 года в городском парке Сморгони состоялось торжественное открытие памятника Франциску Богушевичу (скульпторы — Лев и Сергей Гумилевские). На памятнике высечены слова писателя: "Не пакідайце ж нашай мовы беларускай, каб не ўмерлі!". Церемония была приурочена к XVI Дню белорусской письменности.
- 19 марта 2020 года в Государственном музее истории белорусской литературы состоялось открытие временной литературно-документальной экспозиции "Бласлаўленыя Кушляны Францішка Багушэвіча". Среди представленных материалов редкие фотокарточки и вещи семьи писателя, родословная Богушевичей, раритетные издания произведений и бесконечные пейзажи кушлянского уголка в фотографиях мастеров.

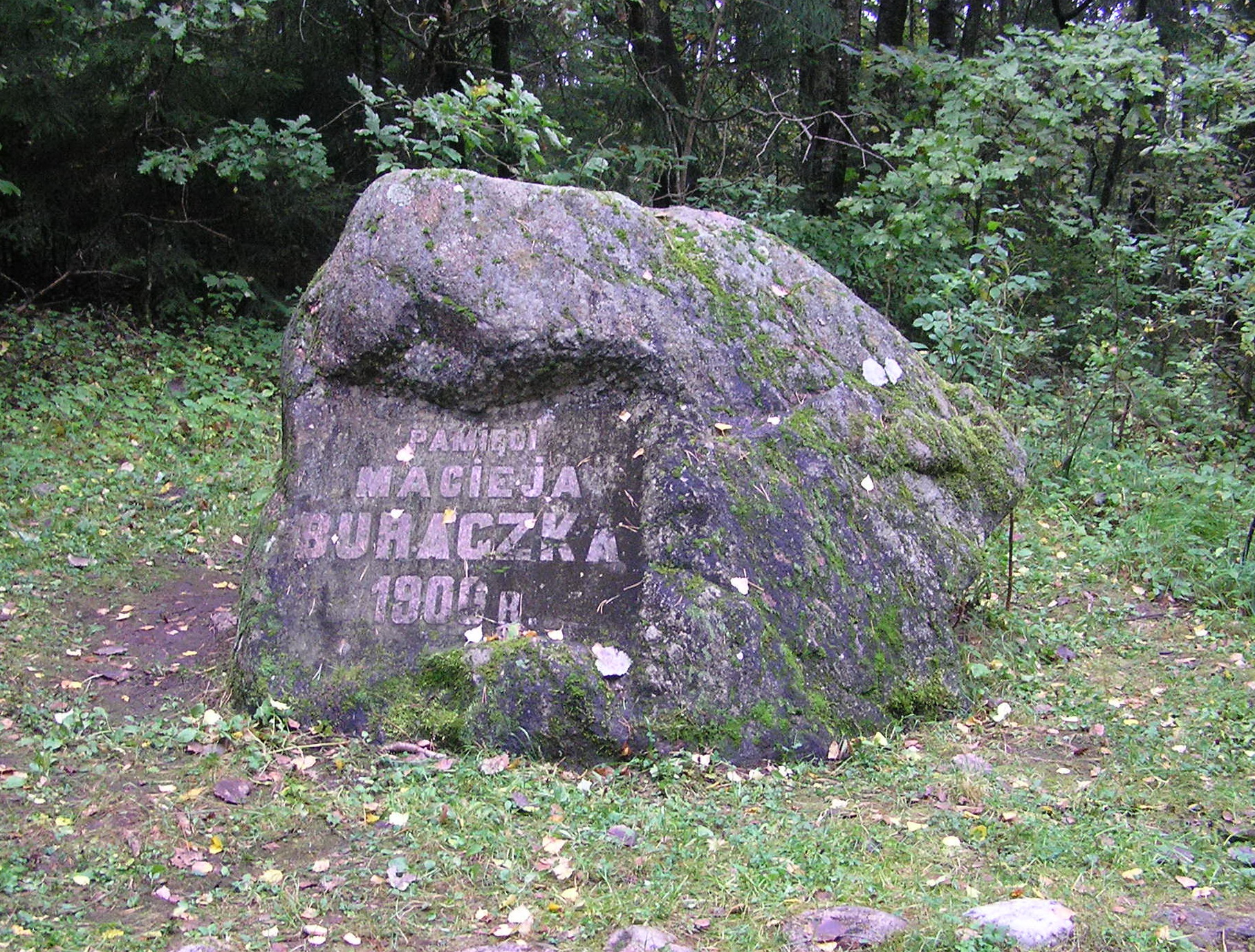
Валун в честь Ф. Богушевича

- Валун в честь Ф. БогушевичаВ честь Ф. Богушевича названа площадь в Минске. 7 ноября 2020 года для пассажиров открыта станция новой Зеленолужской (3-й) линии Минского метрополитена «Площадь Франтишка Богушевича» (бел. Плошча Францішка Багушэвіча). Она расположена между станциями «Юбилейная площадь» и «Вокзальная», на одноимённой площади. На платформе станции в скульптурной композиции «Книга белорусская» на каменных страницах увековечена самая известная цитата из предисловия к первому сборнику стихов Богушевича «Дудка беларуская»: «Не пакідайце ж мовы нашай беларускай, каб не ўмёрлі». А на скульптуре из латуни «Ткацкий станок» - цитата «Можа, хто спытае: дзе ж цяпер Беларусь? Там, братцы, яна, дзе наша мова жыве: яна ад Вільні да Мазыра, ад Віцебска за малым не да Чарнігава, дзе Гродна, Менск, Магілёў, Вільня і шмат мястэчкаў і вёсак…».
- Мемориальная доска в честь 170-летнего юбилея писателя была открыта в Вильнюсе в рамках Дней культуры Беларуси в Литовской Республике (скульптор — Лев Гумилевский, архитектор — Александр Корбут).
- Имя Ф. Богушевича носит литературная премия, вручаемая белорусским ПЕН-клубом ежегодно с 1995 года.
- В честь Богушевича названы улицы в Гродно, Смолевичах, Бобруйске, Сморгони, Пружанах, Ошмянах, Славгороде, Молодечно, Октябрьском, Лунинце, Слониме, Дятлово, Дрогичине, Столбцах, Иваново, Скиделе, Ельске и Чернигове.
- Имя Франтишка Богушевича присвоено Ошмянскому краеведческому музею[6].

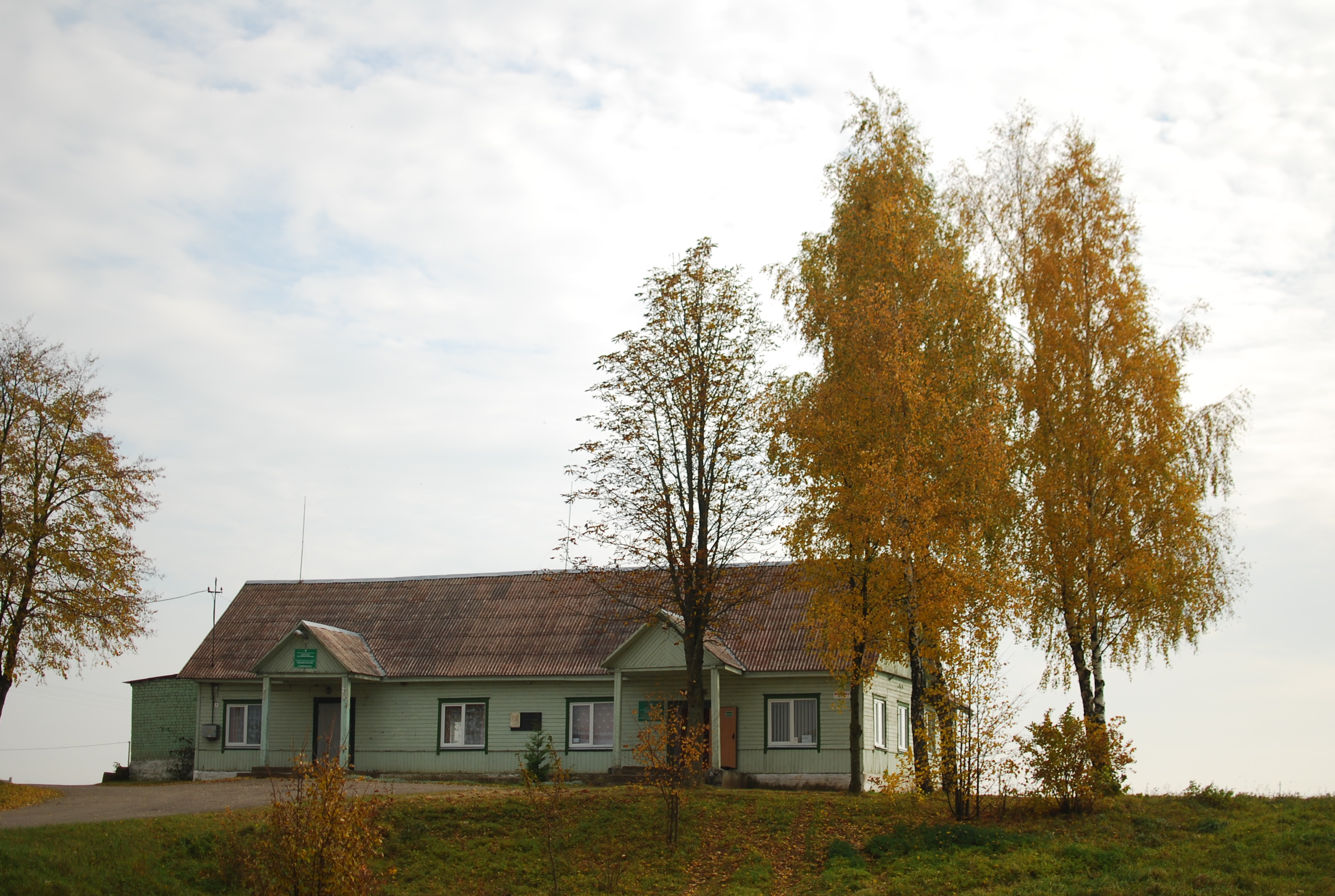
Библиотека имени Богушевича в Савичюнай, Вильнюсский район, Литва

- Библиотека имени Богушевича в Савичюнай, Вильнюсский район, ЛитваИмя Ф. К. Богушевича присвоено средней школе в аг. Жупраны (Ошмянский район, Гродненская область, Беларусь)[7].

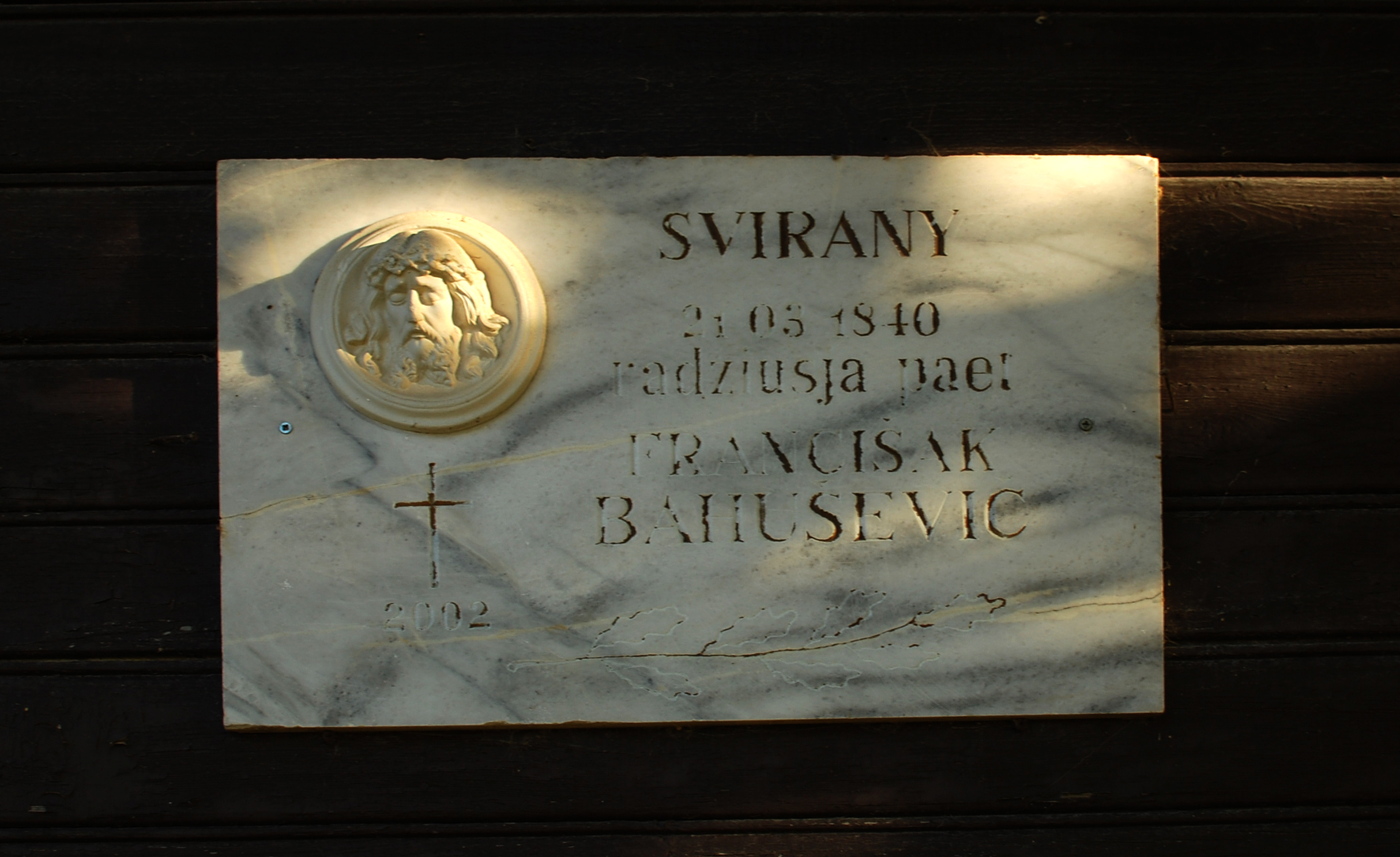
Памятная доска в Свиронис, Вильнюсский район, Литва

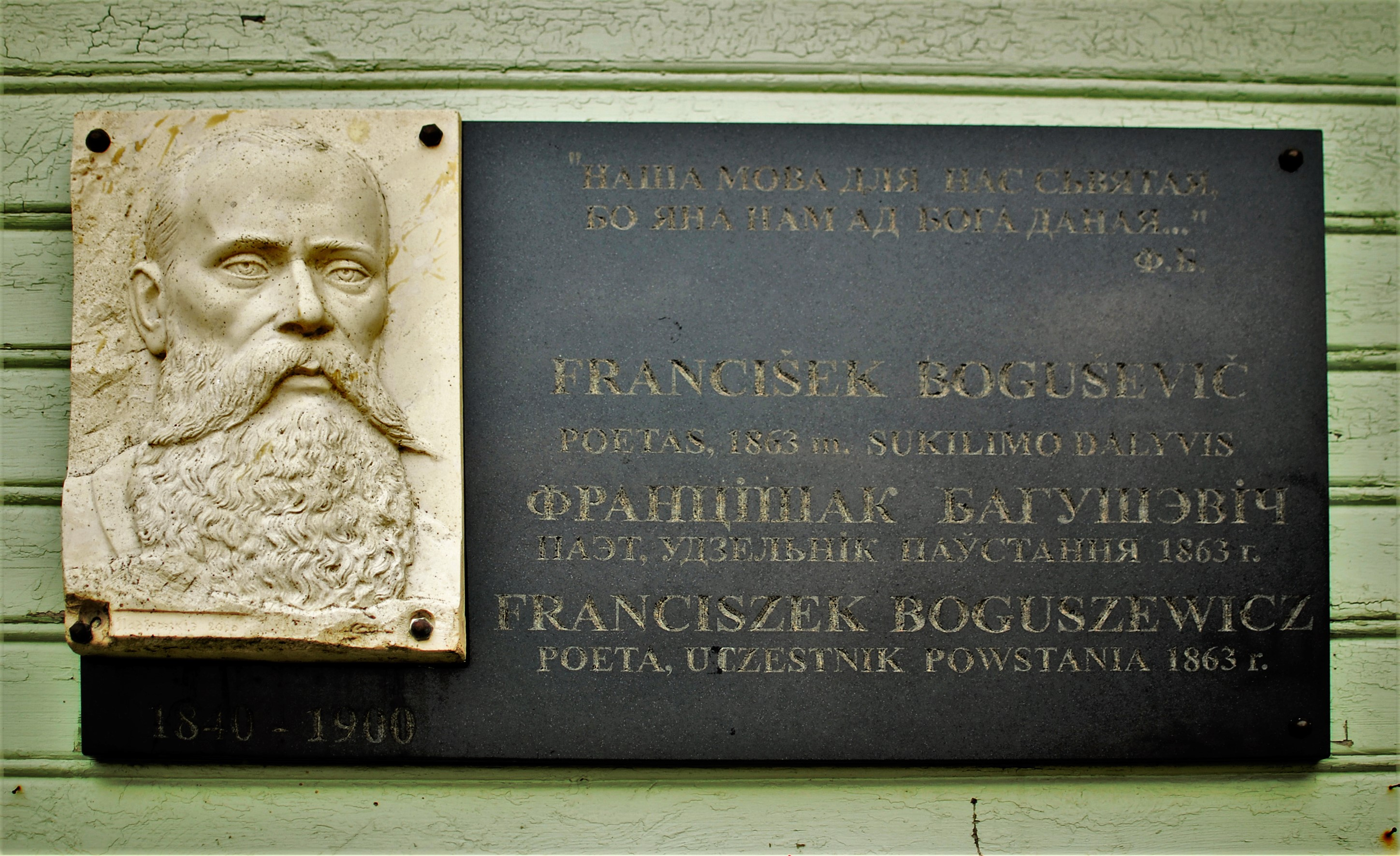
Памятная доска на трёх языках (литовском, белорусском и польском) на библиотеке в деревне Савичюнай, Вильнюсский район, Литва.

## В филателии и нумизматике
- 21 марта 2015 года Министерство связи и информатизации Республики Беларусь выпустило в обращение почтовую марку «175 лет со дня рождения Франтишка Богушевича». В день выпуска почтовой марки в обращение в отделении почтовой связи № 1 Минска проводилось специальное гашение на конверте «Первый день»[8].

## Оценки деятельности

### Оценки современников
По свидетельству Ф. Оскерки, который являлся «близким соседом и знакомым» Богушевича, последний — «горячий патриот — поляк, который в личных и достаточно частых… беседах утверждал, что единственной причиной, которая побуждала его и его предшественников писать на том говоре [то есть по-белорусски], было опасение возможной русификации тамошнего люда».

### В постсоветской Беларуси
Исследователь истории белорусского национального движения в XIX — начале XX в. Павел Терешкович считает, что Богушевич сформулировал белорусскую национальную идею в её не самой радикальной форме, а предисловие к «Дудкам» можно считать типичным национальным манифестом.
По мнению белорусского историка Александра Смолянчука, литературная деятельность Богушевича сильно повлияла на оформление белорусской культурной традиции. Его с полным правом можно назвать одним из тех «филологических подстрекателей», роль которых в национальных процессах высоко оценивал Бенедикт Андерсон.

### Комментарии
1. ↑  Белорусский литературовед Павел Любецкий утверждал, что поэт завещал отдать сборник в печать только при условии, что он будет напечатан латинскими буквами